# Joan Armatrading (album)
Joan Armatrading è il terzo album in studio della cantautrice britannica Joan Armatrading, pubblicato nel 1976.

## Tracce
Side 1
1. Down to Zero – 3:51
2. Help Yourself – 4:04
3. Water With the Wine – 2:48
4. Love and Affection – 4:28
5. Save Me – 3:35

Side 2
1. Join the Boys – 4:48
2. People – 3:30
3. Somebody Who Loves You – 3:33
4. Like Fire – 5:12
5. Tall in the Saddle – 5:43